# Amerykańscy bogowie (powieść)
Amerykańscy bogowie (ang. American Gods) – powieść fantasy z elementami horroru angielskiego autora Neila Gaimana, wydana po raz pierwszy w 2001. Polskie wydanie ukazało się rok później nakładem wydawnictwa Mag.

## Nagrody
Zdobyła najważniejsze nagrody w 2002 r.: Hugo, Nebula, Locus oraz Bram Stoker Award, wszystkie w kategorii „Najlepsza Powieść”. Była też nominowana do nagród BSFA, Mythopoeic i World Fantasy Award.

## Fabuła
Cień odsiaduje resztkę wyroku za pobicie. Przez cały pobyt marzy tylko o powrocie do żony i dawnego życia, które sobie niepotrzebnie skomplikował. Tuż przed wyjściem dowiaduje się, że żona zginęła w wypadku samochodowym. Oszołomionego i niewiedzącego co ze sobą robić mężczyznę zatrudnia tajemniczy pan Wednesday. Cień ma być jego ochroniarzem w podróży po Ameryce, podczas której jego szef odwiedza dawno nie widzianych znajomych. Sam pan Wednesday, jak i jego znajomi, to dziwni ludzie. A właściwie nie ludzie. Choć wyglądają na słabowitych staruszków, posiadają nadludzkie moce. Wszyscy są bowiem dawnymi bogami, przywiezionymi z Europy, Afryki i innych kontynentów przez swoich wyznawców, ale obecnie bogami raczej zapomnianymi. Pan Wednesday, a właściwie Odyn, zbiera ich wszystkich na wielką bitwę z nowoczesnymi amerykańskimi bogami – bogami Mediów, Internetu, telewizji, w których upatruje przyczyn upadku dawnych wierzeń. Cień ma tu do odegrania swoistą rolę, okazuje się bowiem synem Odyna. Ale, odkrywszy prawdziwe zamiary Wednesdaya, nie zamierza być marionetką w jego rękach. Z pomocą swojej żony, której nie jest dane, ani do końca umrzeć, ani naprawdę żyć, przechytrza domniemanych przeciwników.

## Bohaterowie
Powieść zawiera liczne wątki i postacie z różnych mitologii.

### Starzy bogowie
- Pan Wednesday – Odyn, Wotan, Grimnir, Wszechojciec („Wednesday” – ang. „środa” – „Wotan’s Day”), najważniejszy z bogów nordyckich, bóg wojny, mądrości, władzy, poezji i magii;
- Czernobog – Czarnobóg, w mitologii słowiańskiej bóg śmierci i ciemności, brat bliźniak Białoboga, boga życia i światła;
- Siostry Zorze – Zoria Wieczernaja (Gwiazda Wieczorna), Zoria Utriennaja (Gwiazda Poranna) i Zoria Połunocznaja (Zorza Północna); w mitologii słowiańskiej boginie pilnujące uskrzydlonego ogara Simargła przed pożarciem konstelacji Małej Niedźwiedzicy, co będzie oznaczało koniec świata; w niektórych mitach służą bogowi słońca Dażbogowi, każdego ranka otwierają bramy pałacu, by mógł wyjechać rydwan słońca, a o zmierzchu zamykają za nim bramy.
- Pan Nancy – Anansi, Pan Pająk, w mitologii Afryki Zachodniej, bóg trickster – wielki oszust, słynął z mądrości i przebiegłości, uważany także za stwórcę świata i dawcę kultury;
- Pan Ibis – Thot, w mitologii egipskiej bóg Księżyca, patron mądrości, wynalazca hieroglifów, kalendarza, a także arytmetyki, geometrii, muzyki, liczby i rysunków, patron pisarzy oraz ludzi nauki i sztuki;
- Pan Jacquel – Anubis, w mitologii egipskiej bóg o głowie szakala, opiekun zmarłych i życia pozagrobowego, łączony z mumifikacją;
- Bast – Bastet, w mitologii egipskiej bogini miłości, radości, muzyki, tańca, domowego ogniska, płodności, a także kotów;
- Horus – w mitologii egipskiej bóg nieba o postaci sokoła, uosobienie Egiptu;
- Wielkanoc – Ēostre, anglosaska bogini wiosny, od jej imienia wywodzi się angielska nazwa Wielkiej Nocy (Easter);
- Szalony  Sweeney – kiedyś Suibhne mac Colmain, król Dál nAraidi, przeklęty musi spędzać życie na wędrówce; tutaj przedstawiony jako leprechaun;
- Whiskey Jack – Wisakedjak, Inktomi, emanacja Manitu, wg wierzeń niektórych Indian stworzyciel świata;
- Johnny Jabłko – John Chapman, Johnny Appleseed, amerykański misjonarz, pionier szkółkarstwa, znany z wprowadzenia jabłoni na terytorium Stanów Zjednoczonych;
- Lokaj Lyesmith – Loki, w mitologii nordyckiej, bóg, symbol ognia i oszustwa, posiada zdolność przemiany w dowolne stworzenie;
- Bilquis – Makeda, Królowa Saby, tu występuje jako bogini miłości;
- Mama-Ji – Kali, hinduska bogini czasu i śmierci, pogromczyni demonów i sił zła, żona Śiwy;
- Hinzelmann – kobold z mitologii niemieckiej, duch domowy o ambiwalentnej naturze;
- Alvíss – w mitologii nordyckiej wszechwiedzący karzeł, tu jako król krasnali;
- Gwydion – trickster z mitologii celtyckiej;
- Norny – w mitologii nordyckiej trzy boginie przeznaczenia, przędące nić ludzkiego życia;
- Ganeśa – w mitologii indyjskiej przywódca ganów (pośrednich bóstw), bóg mądrości i sprytu, patron uczonych i nauki, opiekun ksiąg, liter, skrybów i szkół; ma postać czterorękiego mężczyzny o głowie słonia;
- Jezus Chrystus – centralna postać religii chrześcijańskiej, Syn Boży;
- Macha – w mitologii celtyckiej jedna z trzech postaci Morrigan, bogini magii, podziemia, wojny i zniszczenia;
- Isten – główny bóg mitologii węgierskiej;
- Baron Samedi – w religii voodoo duch loa, przywódca wszystkich duchów śmierci, pan podziemi, mistrz magii;

### Nowi bogowie
- Pan World – lider nowych bogów, reprezentuje globalizację;
- Techno Chłopiec – nowy bóg komputerów i Internetu;
- Media – nowa bogini telewizji; ukazuje się pod postacią Lucille Ball, bohaterki telenoweli Kocham Lucy;
- Faceci w czerni, Czarne kapelusze – Pan Road, Pan Town, Pan Wood i Pan Stone, reprezentują wiarę w teorię spiskową, pracują dla Pana Worlda.

## Powiązane dzieła
W świecie amerykańskich bogów rozgrywa się także akcja opowiadań tego samego autora:
- Władca górskiej doliny (zamieszczonego po raz pierwszy w tomie Legendy II),
- Czarny pies (zamieszczonego w zbiorze opowiadań Drażliwe tematy).
- Chłopaki Anansiego

## Serial
30 kwietnia 2017 roku telewizja Starz rozpoczęła emisję serialu telewizyjnego pod tym samym tytułem. Neil Gaiman jest jednym z producentów wykonawczych serialu. 